# إيليزا بينيدا
إيليزا بينيدا هي عارضة ومغنية فلبينية، ولدت في 23 أغسطس 1995 في بامبانغا في الفلبين.

## وصلات خارجية
- الموقع الرسمي
- إيليزا بينيدا على موقع IMDb (الإنجليزية)
- إيليزا بينيدا على موقع قاعدة بيانات الفيلم (الإنجليزية)